# Saint-Cyr-en-Pail
Saint-Cyr-en-Pail è un comune francese di 470 abitanti situato nel dipartimento della Mayenne nella regione dei Paesi della Loira.

## Società

### Evoluzione demografica
Abitanti censiti